# Thomas Ram
Thomas Ram (* 21. Jänner 1972 in Wien) ist ein österreichischer Politiker (parteilos, ehemals BZÖ, zuvor FPÖ). Er war von 1998 bis 2002 Mitglied des Bundesrates für die FPÖ sowie von 2002 bis 2008 Abgeordneter zum Landtag von Niederösterreich und wurde 2010 Bürgermeister von Fischamend.

## Leben
Ram absolvierte nach der Volksschule von 1982 bis 1990 die Allgemeinbildende höhere Schule in Schwechat und studierte nach der Matura von 1990 bis 2002 Betriebswirtschaftslehre an der Wirtschaftsuniversität Wien. Während seines Studiums leistete er von 1996 bis 1997 den Präsenzdienst ab, arbeitete als Briefträger und Flughafenarbeiter. 2002 schloss er sein Studium mit dem akademischen Grad Mag. rer. soc. oec. ab. 2006 machte er sich mit einer Werbeagentur selbständig.

## Politik
Ram wurde 1995 als FPÖ-Mandatar Mitglied des Gemeinderats der Stadtgemeinde Fischamend und übernahm 1996 die Funktion des Stadtrates. Er war daneben zwischen 1994 und 1998 auch Landesobmann des Rings Freiheitlicher Jugend und fungierte von 1997 bis 1998 als dessen Bundesobmannstellvertreter. Danach vertrat er die FPÖ Niederösterreich vom 16. April 1998 bis zum 29. November 2002 im Bundesrat und wurde zudem 1999 Landesparteisekretär der FPÖ Niederösterreich. Danach wechselte er am 12. Dezember 2002 als Abgeordneter in den niederösterreichischen Landtag und übernahm nach der Niederlage bei der Landtagswahl in Niederösterreich 2003 von 2003 bis 2005 die Funktion des FPÖ-Fraktionsvorsitzenden. Zudem war Ram ab 2003 Landesparteiobfrau-Stellvertreter der FPÖ Niederösterreich. Nach der Abspaltung des BZÖ blieb Ram zunächst Mitglied der FPÖ, 2006 trat er jedoch nach Querelen mit seinem freiheitlichen Fraktionskollegen Gottfried Waldhäusl aus der FPÖ aus.
Er kandidierte bei der Nationalratswahl 2006 als Spitzenkandidat in Niederösterreich für das BZÖ und schied schließlich am 10. April 2008 aus dem Landtag aus. Im Jahr 2005 trat Ram mit seiner FPÖ-nahen Liste „Fischamend zuerst – Freiheitlich und unabhängig“ bei den Gemeinderatswahlen in Fischamend an und konnte sechs Mandate erzielen. Fünf Jahre später wurde die Liste in „Fischamend Zuerst - Liste Thomas Ram“ umbenannt und wird seither als unabhängig bezeichnet. Diese erreichte bei der Gemeinderatswahl 2010 in Fischamend 46 % der Stimmen und die absolute Mandatsmehrheit. Ram wurde in der Folge am 22. April 2010 zum Bürgermeister von Fischamend gewählt. Für die Wahl im Jahr 2015 fusionierte sich die Liste mit der ÖVP Fischamend zu der Wahlplattform „Gemeinsam für Fischamend“. Die Volkspartei Fischamend tritt seither in der Fischamender Gemeindepolitik nicht mehr aktiv in Erscheinung. Bei der Gemeinderatswahl 2015 konnte Ram mit der gegründeten Wahlplattform „Gemeinsam für Fischamend“ 69 % der Stimmen und 1150 Vorzugsstimmen erzielen und die absolute Mehrheit in Fischamend holen. Bei der Gemeinderatswahl 2020 erreichte Ram mit seiner unabhängigen Liste von 75 %, sowie 1.294 persönliche Vorzugsstimmen.